# Thymus comosus
Thymus comosus là một loài thực vật có hoa trong họ Hoa môi. Loài này được Heuff. ex Griseb. & Schenk miêu tả khoa học đầu tiên năm 1852.

## Hình ảnh

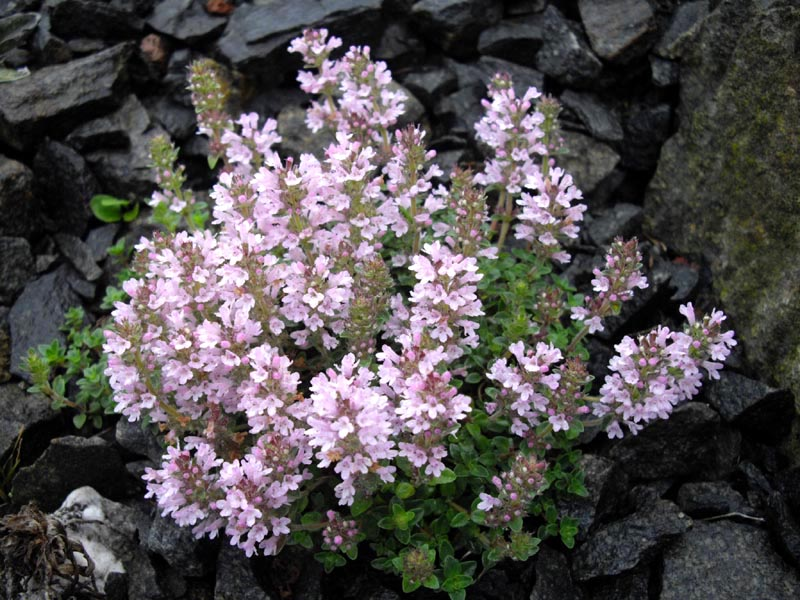